# Wang Yuanlu
Wang Yuanlu (ur. 1851, zm. 1934) – chiński mnich taoistyczny, odkrywca jaskiń Mogao.
W 1899 roku z powodu panującego głodu opuścił rodzinną prowincję Hebei i kierując się starożytnymi zapiskami udał się na badanie pieczar w prowincji Gansu. Odnalazł zasypane wówczas przez piach wejścia do jaskiń Mogao, które następnie odkopał z pomocą miejscowych robotników. Wang zajął się eksploracją grot, odnajdując pierwsze ze znajdujących się w nich manuskryptów buddyjskich. O swoich odkryciach powiadomił gubernatora Gansu, ten jednak nie przejawił zainteresowania znaleziskami i polecił opieczętować groty, pozostawiając je w dotychczasowym stanie.
Groty Mogao odkrył dla świata dopiero brytyjski archeolog Aurel Stein, podczas swojej podróży do Chin w 1907 roku przekonując Wanga do wskazania jaskiń i sprzedaży znalezionych w nich artefaktów.